# Jeskyně a poustevna Saint Pons
Jeskyně s ruinou starého strážního hradu Roquevaire střežícího průchod soutěskou Gorges du Tarn se nalézá pod bočními skalními  útesy náhorní plošiny Causse Mejean nad údolím soutěsky Gorges du Tarn nedaleko od městečka Le Rozier. Místo bylo později obýváno poustevníky a nazváno poustevna Saint Pons.
Jeskyně s poustevnou je přístupná horským chodníčkem vedoucím strmým svahem na levém břehu řeky Tarn od samoty Rocher de Capluc nad městečke Le Rozier. Stezka nejprve projde jeskyní a poté vede k ruinám bývalého hradu a později poustevnické kaple Saint Pons.

## Galerie

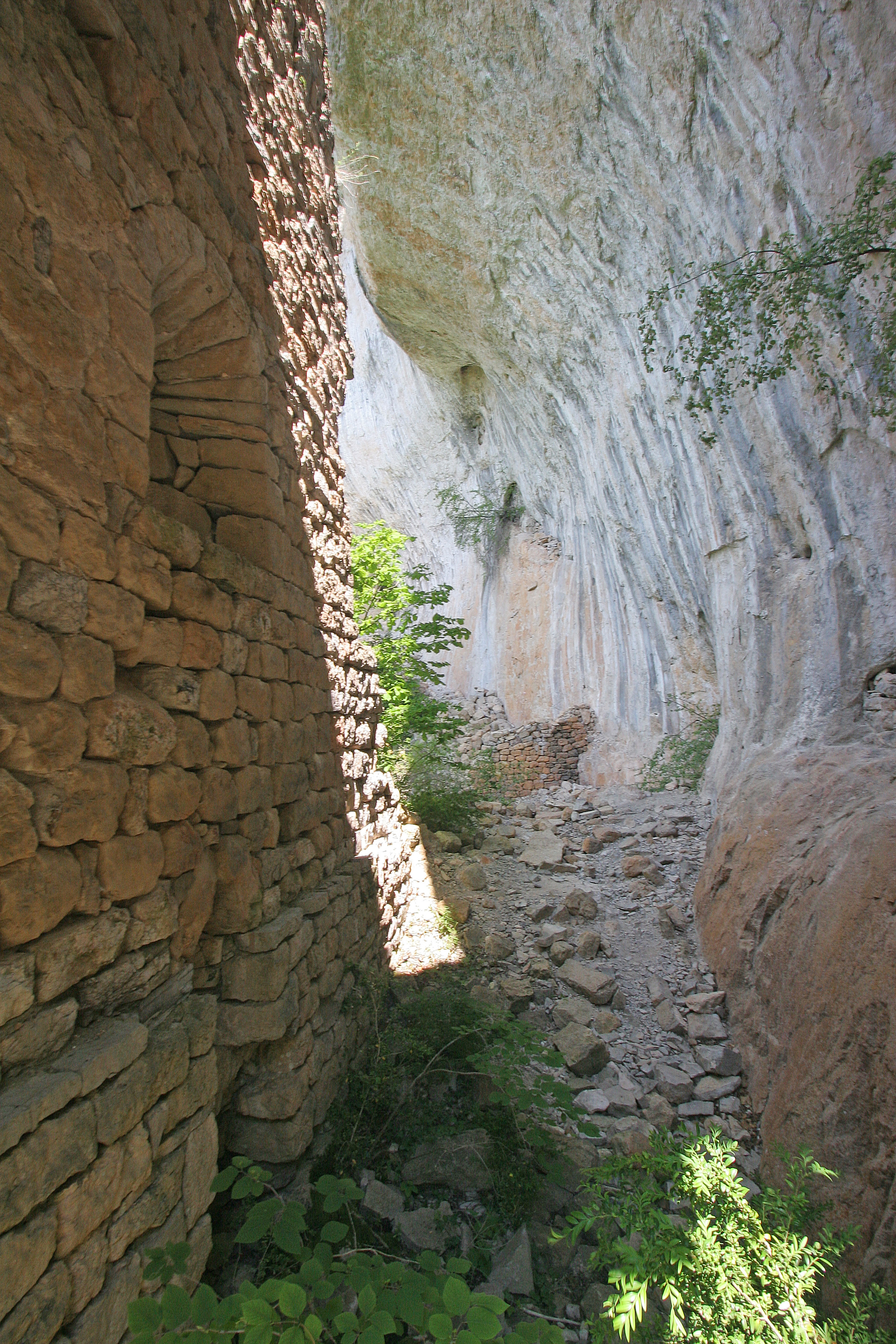
zříceniny hradu a poustevny Saint Pons
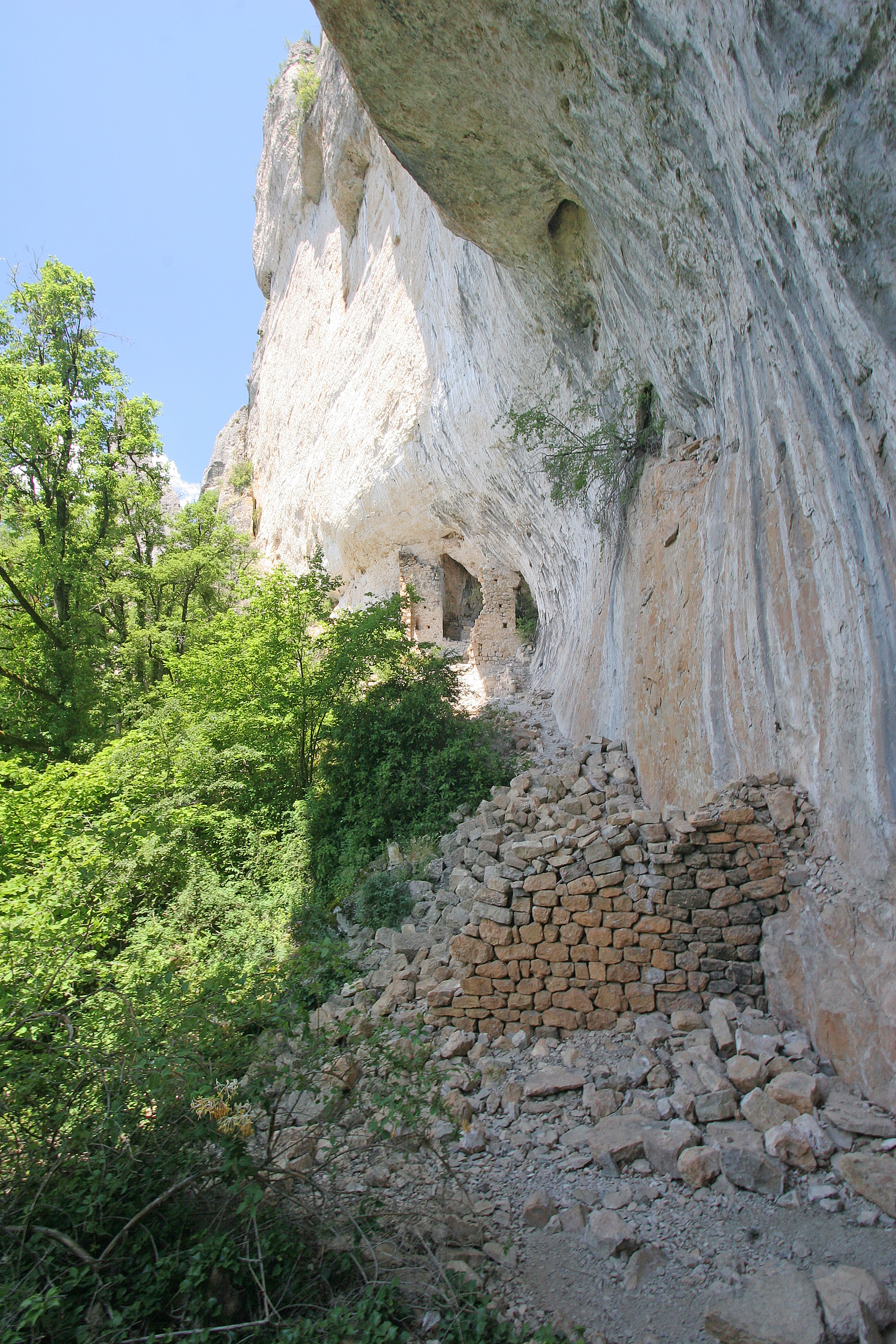
zříceniny hradu a poustevny Saint Pons
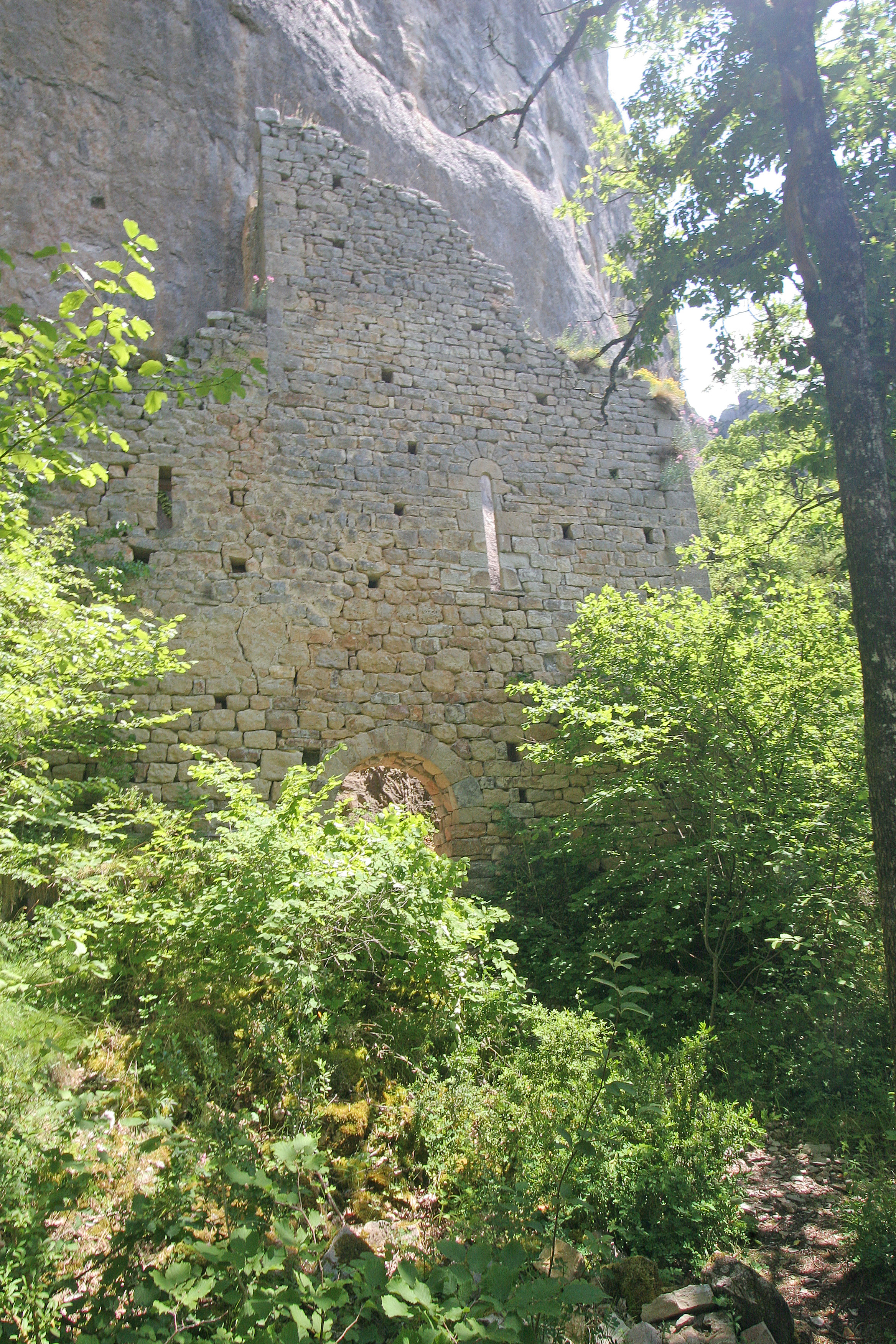
zříceniny hradu a poustevny Saint Pons
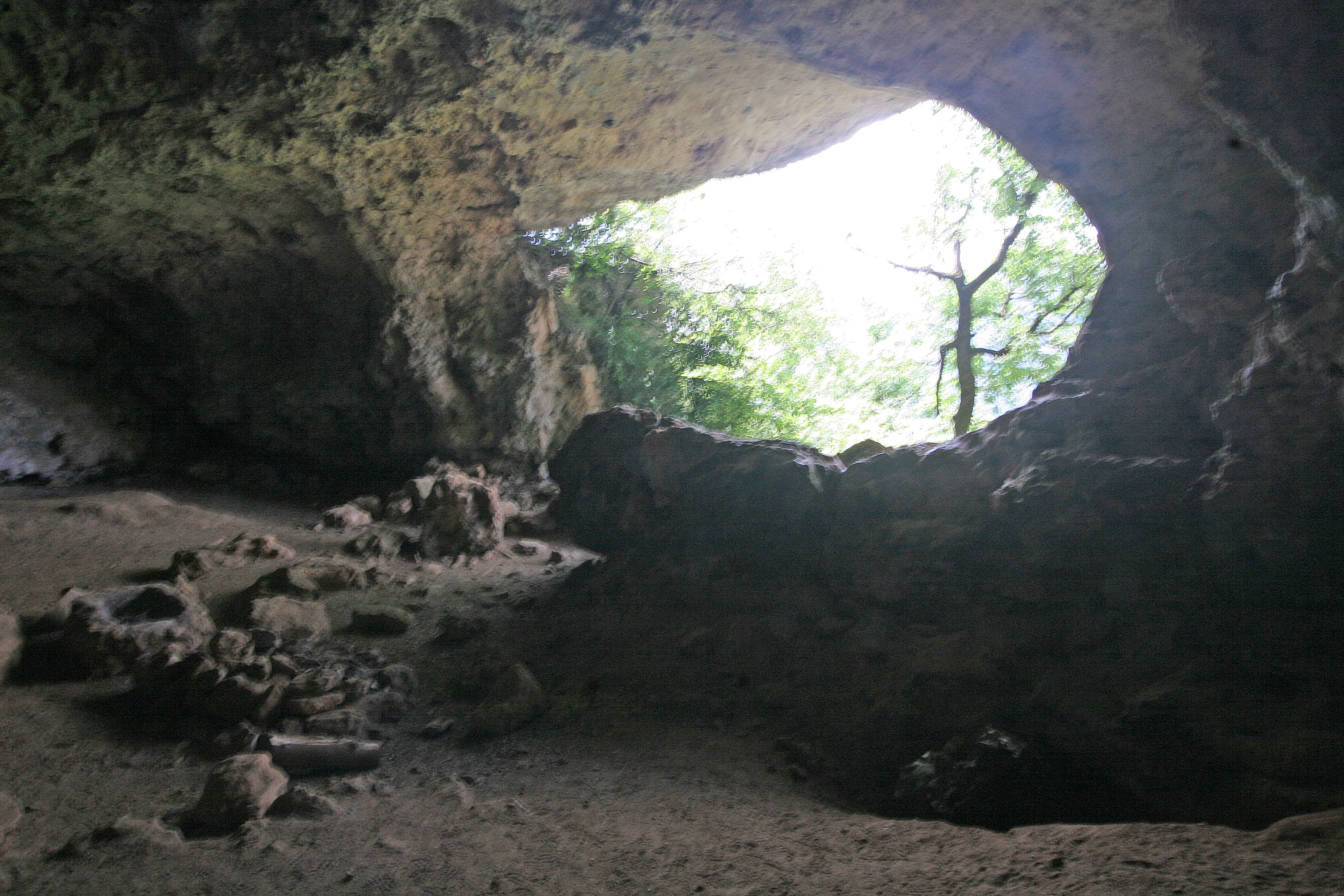
zříceniny hradu a poustevny Saint Pons
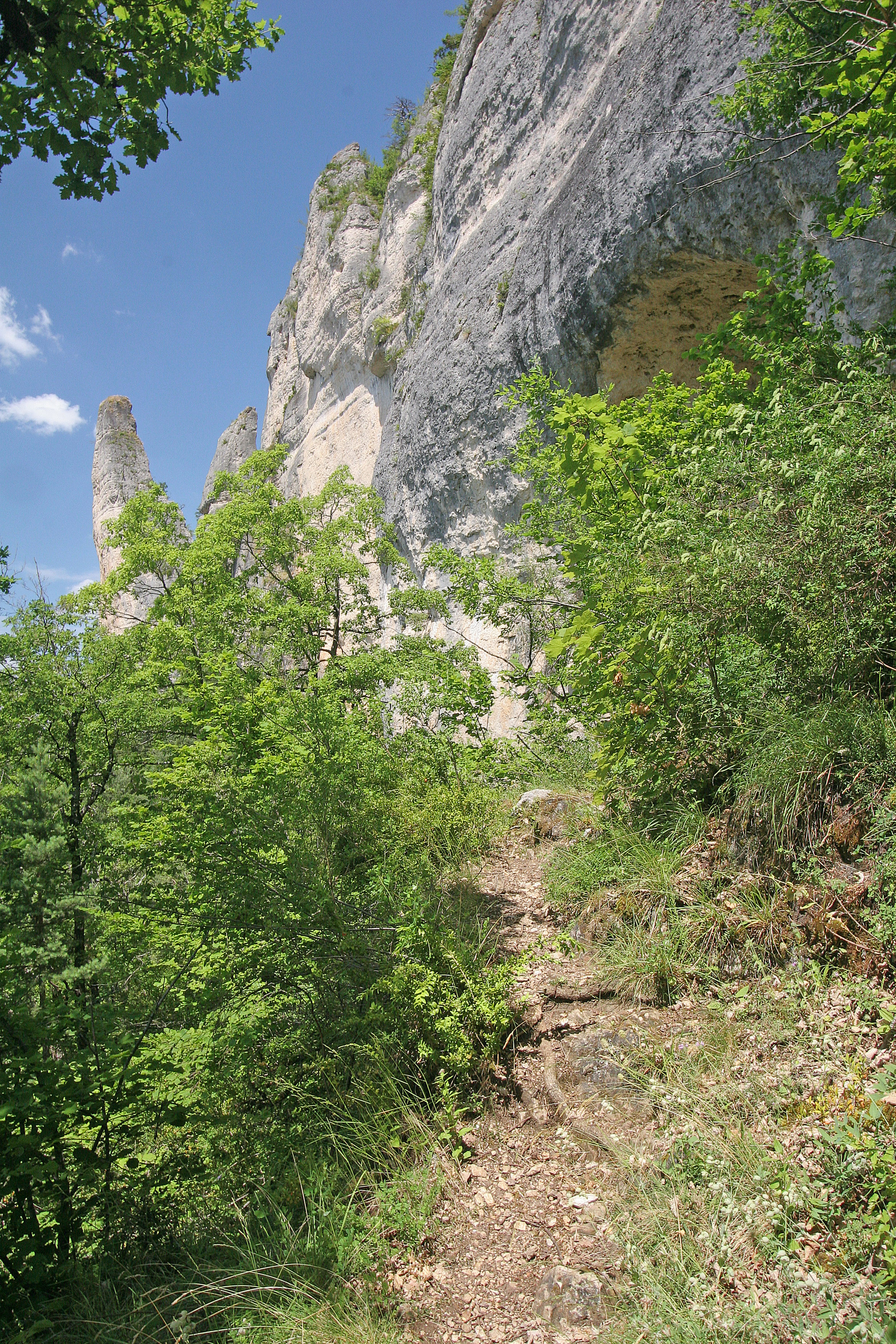
zříceniny hradu a poustevny Saint Pons